# Campeonato Sul-Americano de Clubes Campeões de Basquete Masculino de 1986
Entre 10 e 15 de abril de 1986 foi realizada a 25ª edição do Campeonato Sul-Americano de Clubes Campeões de Basquete Masculino, tendo a cidade de Buenos Aires como sede.

## Participantes
| Equipe               | País      |
| -------------------- | --------- |
| Banco Central        | Equador   |
| Cordón               | Uruguai   |
| Ferro Carril Oeste   | Argentina |
| La Salle             | Bolívia   |
| Monte Líbano         | Brasil    |
| Universidad Católica | Chile     |

### Jogos
| Data       |                      | Placar    |                      | Local                                |
| ---------- | -------------------- | --------- | -------------------- | ------------------------------------ |
| 10/04/1986 | Monte Líbano         | 88 - 58   | Banco Central        | Ginásio Hector Etchart, Buenos Aires |
| 10/04/1986 | Universidad Católica | 68 - 79   | Cordón               | Ginásio Hector Etchart, Buenos Aires |
| 10/04/1986 | Ferro Carril Oeste   | 125 - 92  | La Salle             | Ginásio Hector Etchart, Buenos Aires |
| 11/04/1986 | Monte Líbano         | 110 - 72  | Universidad Católica | Ginásio Hector Etchart, Buenos Aires |
| 11/04/1986 | Cordón               | ? - ?     | La Salle             | Ginásio Hector Etchart, Buenos Aires |
| 11/04/1986 | Ferro Carril Oeste   | 94 - 22   | Banco Central        | Ginásio Hector Etchart, Buenos Aires |
| 12/04/1986 | Monte Líbano         | 108 - 73  | La Salle             | Ginásio Hector Etchart, Buenos Aires |
| 12/04/1986 | Banco Central        | ? - ?     | Universidad Católica | Ginásio Hector Etchart, Buenos Aires |
| 12/04/1986 | Ferro Carril Oeste   | ? - ?     | Cordón               | Ginásio Hector Etchart, Buenos Aires |
| 14/04/1986 | Monte Líbano         | 93 - 73   | Cordóm               | Ginásio Luna Park, Buenos Aires      |
| 14/04/1986 | La Salle             | ? - ?     | Banco Central        | Ginásio Luna Park, Buenos Aires      |
| 14/04/1986 | Ferro Carril Oeste   | ? - ?     | Universidad Católica | Ginásio Luna Park, Buenos Aires      |
| 15/04/1986 | Banco Central        | 62 - 90   | Cordón               | Ginásio Luna Park, Buenos Aires      |
| 15/04/1986 | Universidad Católica | 117 - 107 | La Salle             | Ginásio Luna Park, Buenos Aires      |
| 15/04/1986 | Ferro Carril Oeste   | 84 - 87   | Monte Líbano         | Ginásio Luna Park, Buenos Aires      |

### Classificação Final
| Pos | Times                | Pts | J | V | D |
| --- | -------------------- | --- | - | - | - |
| 1   | Monte Líbano         | 10  | 5 | 5 | 0 |
| 2   | Ferro Carril Oeste   | 9   | 5 | 4 | 1 |
| 3   | Cordón               | 8   | 5 | 3 | 2 |
| 4   | Universidad Católica | 7   | 5 | 2 | 3 |
| 5   | La Salle             | 6   | 5 | 1 | 4 |
| 6   | Banco Central        | 5   | 5 | 0 | 5 |

|  |         |
|  | Campeão |

| Monte Líbano Campeão (2° título Sul-Americano) |